# France Football
France Football je francouzský sportovní magazín, který vychází od roku 1946 každé úterý. Vznikl jako tiskový orgán Francouzské fotbalové federace, roku 1947 se osamostatnil. V roce 1977 přešel na barevný tisk. Přináší aktuální zpravodajství z fotbalových akcí, především Ligy mistrů. Od roku 1956 uděluje cenu Zlatý míč (roku 2010 se stala spolupořadatelem ankety FIFA, od roku 2016 vyhlašují obě instituce vlastní výsledky). Vytváří i další žebříčky či ankety, jako je nejlepší fotbalová reprezentace roku nebo francouzský fotbalista roku, do roku 1994 také vyhlašoval afrického fotbalistu roku.